# Tisti, ki dirjajo (sura)
Tisti, ki dirjajo (arabsko Al-Adiyat) je 100. sura (poglavje) v Koranu, ki jo sestavlja 11 ajatov (verzov). Je meška sura.
Med opravljanjem molitve (salata oz. namaza) pri tej suri verniki opravijo 1 ruku' (priklon).